# Victoria (Minnesota)
La ville américaine de Victoria est située dans le comté de Carver, dans l’État du Minnesota. Lors du recensement de 2010, elle comptait 7 345 habitants.

## Source
- (en) Cet article est partiellement ou en totalité issu de l’article de Wikipédia en anglais intitulé « Victoria, Minnesota » (voir la liste des auteurs).